# Gospodarstvo Estonije
Estonija ima razvito gospodarstvo. Država je članica Evropske unije in evrskega območja. Na gospodarstvo Estonije močno vplivajo razvoji v finskem in švedskem gospodarstvu.

## Pregled
Pred drugo svetovno vojno je gospodarstvo Estonije temeljilo na kmetijstvu, vendar je obstajal tudi pomemben akademski sektor z univerzitetnim mestom Tartu, znanem po znanstvenih prispevkih, in rastočim industrijskim sektorjem, podobnim tistemu v sosednji Finski. Izdelki, kot so maslo, mleko in sir, so bili na zahodnoevropskih trgih splošno znani. Glavna trga sta bila Nemčija in Združeno kraljestvo, le 3 % vse trgovine pa je potekalo s sosednjo ZSSR. Estonija in Finska sta imeli razmeroma podoben življenjski standard.
Okupacija in aneksacija Estonije s strani ZSSR leta 1940 ter posledično uničenje nacistične Nemčije in rast stalinistične Sovjetske zveze med drugo svetovno vojno sta pohabili estonsko gospodarstvo. Kasnejša sovjetska okupacija in povojna sovjetizacija življenja sta se nadaljevali z integracijo estonskega gospodarstva in industrije v centralno načrtovano strukturo ZSSR.
Po estonski oddaljitvi od komunizma v poznih osemdesetih letih prejšnjega stoletja in osamosvojitvi leta 1991 je Estonija postala tržno gospodarstvo in postala pionir v svetovnem gospodarstvu. Leta 1992 je država za svojo valuto sprejela estonsko krono, kar je močno stabiliziralo gospodarstvo. Leta 1994 je postala ena prvih držav na svetu, ki je sprejela enotno davčno stopnjo v višini 26 % ne glede na osebni dohodek. Estonija je v drugi polovici devetdesetih let prejela več tujih naložb na prebivalca kot katera koli druga država v srednji in vzhodni Evropi. Med letoma 2005 in 2008 se je dohodnina postopoma znižala z 26 % na 21 %.
Država je hitro postala članica EU-15; njen BDP na prebivalca je zrasel z evropskega povprečja 34,8 % leta 1996 na 65 % do leta 2007, podobno kot v srednjeevropskih državah. Svetovna banka jo že ocenjuje kot državo z visokimi dohodki. BDP na prebivalca države, ki je dober kazalnik bogastva, je po podatkih Svetovne banke leta 2018 znašal 35.974 $ in tako Estonce uvrstil med prebivalce Litve in Cipra, vendar pod nivo BDP večine dolgoletnih članic EU, kot sta Španija ali Italija. Zaradi svoje gospodarske uspešnosti po ponovni osamosvojitvi leta 1991 je bila Estonija imenovana za enega izmed baltskih tigrov.
Leta 2008 je bila Estonija uvrščena na 12. mesto od 162 držav v Indeksu ekonomske svobode 2008, kar je uvršča kot najboljšo od vseh postsovjetskih držav. Istega leta je bila država na dnu seznama evropskih držav po svobodi trga dela, vendar je vlada pripravljala izboljšave.
Za Estonijo je bila finančna kriza 2007–2008 razmeroma lahka zaradi dosledno uravnoteženega proračuna, kar je pomenilo, da je javni dolg Estonije glede na BDP države ostal najnižji v Evropi. Gospodarstvo si je leta 2010 opomoglo.
1. januarja 2011 se je Estonija pridružila evrskemu območju in postala prva nekdanja sovjetska republika, ki se je evroobmočju sploh pridružila.
Leta 2013 je Skupina Svetovne banke Estonijo po indeksu enostavnosti poslovanja ocenila na 13. mesto.

## Zgodovina

### Zgodnja zgodovina
Do začetka 13. stoletja je bilo ozemlje današnje Estonije neodvisno. Gospodarstvo je bilo večinoma kmetijsko usmerjeno, vendar so se zaradi dolge obale razvijale tudi pomorske dejavnosti. Avtonomni razvoj so končale severne križarske vojne, ki so jih opravili danski kralj ter nemški livonski in tevtonski vojaški redovi. Vojna proti osvajalcem je trajala od 1208 do 1227, zadnja estonska grofija, ki je padla, pa je bila otok Saaremaa leta 1261.
Do prve svetovne vojne so estonski kmetje povečini obdelovali velika fevdalna posestva v lasti nemških posestnikov. V desetletjih pred osamosvojitvijo je centralizirana carska vladavina ustvarila precej velik industrijski sektor, v katerem je prevladovala Kreenholm Manufacturing Company, takrat največji predelovalec bombaža na svetu.

### Neodvisnost
Po razglasitvi neodvisnosti leta 1918, estonski vojni za neodvisnost in kasnejšem podpisu Tartujske pogodbe leta 1920 je nova estonska država podedovala uničeno povojno gospodarstvo in valuto rubelj. Kljub precejšnjim stiskam, dislokacijam in brezposelnosti je Estonija v prvem desetletju neodvisnosti v celoti preoblikovala svoje gospodarstvo. Leta 1918 je bil carski rubelj zamenjan z estonsko marko, ki je bila v obtoku do leta 1927. Do leta 1929 je bila vzpostavljena stabilna valuta krona. Izdajala ga je Banka Estonije, estonska državnacentralna banka. Za plačila odškodnin nemškim posestnikom za njihovo posest je vlada zaplenila posestva in jih razdelila na majhne kmetije, ki so pozneje predstavljale osnovo estonske blaginje. Trgovina je bila osredotočena na lokalni trg in Zahod, zlasti Nemčijo in Združeno kraljestvo. Le 3% vse trgovine je bilo z ZSSR.

### Sovjetska okupacija
Nasilna sovjetska aneksacija Estonije leta 1940 in posledično nacistično in sovjetsko uničenje med drugo svetovno vojno sta pohabili estonsko gospodarstvo. Povojna sovjetska okupacija in sovjetizacija življenja sta se nadaljevali z integracijo estonskega gospodarstva in industrije v centralno načrtovano strukturo ZSSR. Več kot 56 % estonskih kmetij je bilo kolektiviziranih samo v aprilu 1949, ta je sledila po množičnih deportacijah v Sibirijo v marcu 1949. Moskva se je razširila na tiste estonske industrije, ki so imele lokalno dostopne surovine, kot so rudarjenje naftnega skrilavca in fosforitov.

### Obnova neodvisnosti, modernizacija in liberalizacija
Junija 1992 je Estonija zamenjala rubelj s svojo prosto zamenljivo valuto, krono (EEK). Ustanovljen je bil valutni odbor in nova valuta je bila vezana na nemško marko po tečaju 8 estonskih kron za 1 nemško marko. Ko je Nemčija uvedla evro, je bila vezava spremenjena na 15,6466 kron za 1 evro.
Estonija naj bi evro prvotno sprejela leta 2008, a je bila sprememba valute zaradi stopnje inflacije nad zahtevanimi 3 % prestavljena na leto 2011. 1. januarja 2011 je Estonija sprejela evro in postala 17. država članica evrskega območja.
Popolnoma elektronska borza v Talinu se je odprla v začetku leta 1996, leta 2001 pa jo je kupila finska helsinška borza.
Estonija se je Svetovni trgovinski organizaciji pridružila leta 1999.
Od začetka 2000. do drugega dela prvega desetletja je estonsko gospodarstvo doživelo precejšnjo rast. V letu 2000 je estonski BDP zrasel za 6,4 %.
Ob vstopu v Evropsko unijo leta 2004 je bila kmalu zatem opažena dvomestna rast.

### Finančna kriza 2008, odziv in okrevanje
Finančna kriza v letih 2007–2008 je s padcem naložb in potrošnje močno vplivala na estonsko gospodarstvo. Kriza je sledila poku cen nepremičnin, ki so se nabrale v letih pred krizo.
Po dolgem obdobju zelo visoke rasti BDP se je BDP Estonije zmanjšal. V prvem četrtletju 2008 je BDP zrasel le za 0,1 %, nato pa se je zmanjšal: negativna rast je bila v 2. četrtletju −1,4 %, v 3. četrtletju nekaj več kot −3 % (na medletnem nivoju) in − 9,4 % v 4. četrtletju tega leta.
Vlada je pripravila rebalans negativnega proračuna, ki ga je sprejel Riigikogu (estonski parlament). Prihodki proračuna so se za leto 2008 zmanjšali za 6,1 milijarde EEK, odhodki pa za 3,2 milijarde EEK. Primanjkljaj na tekočem računu je obstal, vendar se je začel zmanjševati v zadnjih mesecih leta 2008, enak trend je bil predviden tudi za naslednje mesece.
Leta 2009 se je estonsko gospodarstvo v prvem četrtletju skrčilo za dodatnih 15,1 %. Nizko domače in tuje povpraševanje je zmanjšalo celotno proizvodnjo gospodarstva. Padec industrijske proizvodnje estonskega gospodarstva za 33,7 % je bil najmočnejši upad industrijske proizvodnje v celotni Evropski uniji. Tega leta je bila Estonija eno izmed petih najslabših gospodarstev na svetu glede letne stopnje rasti BDP in je imela eno najvišjih stopenj brezposelnosti v EU, ki se je s 3,9 % maja 2008 povečala na 15,6 % % maja 2009.
Decembra 2008 je Estonija postala ena od držav donatork vodilnega reševalnega paketa MDS za Latvijo. Ansipova vlada se je kot odgovor na krizo odločila za fiskalno konsolidacijo in zmanjšanje z ohranjanjem fiskalne discipline in uravnoteženega proračuna v kombinaciji z varčevalnimi paketi: vlada je povečala davke in zmanjšala javno porabo z znižanjem izdatkov in javnih plač na vseh področjih.
Julija 2009 se je davek na dodano vrednost zvišal z 18 % na 20 %. Zabeleženi proračunski primanjkljaj za leto 2009 je znašal le 1,7 % BDP.
Posledica tega je bila, da je bila Estonija ena od le petih držav EU v letu 2009, ki so izpolnile maastrichtska dolžniška in primankljajska merila, in je imela tretji najnižji primanjkljaj za Luksemburgom in Švedsko. Tudi Estoniji ni bilo treba zaprositi za pomoč pri MDS. Kljub tretjemu največjemu padcu BDP je imela država med srednjeevropskimi in vzhodnoevropskimi državami najnižji proračunski primanjkljaj in najnižji javni dolg.
Leta 2009 se je estonsko gospodarstvo začelo obnavljati, gospodarska rast pa se je nadaljevala v drugi polovici leta 2010. Stopnja brezposelnosti v državi se je od takrat močno znižala na raven pred recesijo. Poleg tega je Estonija leta 2010 dobila dovoljenje za pridružitev evrskemu območju za leto 2011.

### Pridružitev evrskemu območju
Pred vstopom v evroobmočje je bila estonska krona vezana na evro po tečaju 15,64664 EEK za en evro; pred tem je bila krona vezana na nemško marko pri približno 8 EEK do 1 DEM.
Načrti za vstop v evro so bili pripravljeni že pred letom 2011. Oblikovanje estonskih evrokovancev je bilo končano konec leta 2004.
Potovanje Estonije k evru je trajalo dlje, kot je bilo prvotno predvideno, saj je bila stopnja inflacije pred letom 2010 nenehno nad zahtevanimi 3 %, kar je državi preprečilo izpolnjevanje meril za vstop. Država je prvotno nameravala sprejeti evro 1. januarja 2007; vendar tega leta ni uradno veljal in je uradno dvakrat spremenil svoj ciljni datum: najprej na 1. januar 2008 in pozneje na 1. januar 2011.
Evropska komisija je 12. maja 2010 objavila, da je Estonija izpolnila vsa merila za vstop v evroobmočje. 8. junija 2010 so se finančni ministri EU dogovorili, da se bo Estonija lahko pridružila evru 1. januarja 2011. Estonija je 13. julija 2010 prejela končno odobritev ECOFIN za prevzem evra od 1. januarja 2011 naprej.
Prehod na evro je potekal 1. januarja 2011.
S tem je Estonija postala ena prvih post-sovjetskih držav, ki se je pridružila evrskemu območju.
9. avgusta 2011 je Standard & Poor's dvignil bonitetno oceno Estonije z A na AA-. Med dejavniki, ki jih je S&P navedel k svoji odločitvi je bilo zaupanje v sposobnost Estonije, da "ohrani močno gospodarsko rast". Stopnja rasti BDP Estonije je bila leta 2011 navkljub negativni rasti prebivalstva nad 8 %.

## Gospodarstvo danes
V drugem četrtletju 2013 je bila povprečna mesečna bruto plača v Estoniji 976 evrov (15.271 kron). Ta številka je vztrajno rasla na 1.310 EUR (20.497 kron) od leta 2018 in na 1.586 EUR (20.816 kron) junija 2021.
Estonija je energetsko skoraj neodvisna in več kot 90 % svojih potreb po električni energiji oskrbuje z lokalno izkopanim oljnim skrilavcem. Alternativni viri energije, kot so les, šota in biomasa, predstavljajo približno 9 % proizvodnje primarne energije. Estonija potrebne naftne derivate uvaža iz zahodne Evrope in Rusije. Kot ključni gospodarski sektorji so  pridobivanje energije iz naftnega skrilavca, telekomunikacije, izdelava tekstila, kemičnih izdelkov, bančne storitve, storitve, pridelava hrane in ribištvo, pridelava lesa, ladjedelništvo, izdelava elektronike in transport. Pristanišče Muuga brez ledu v bližini Talina je sodoben objekt z dobro zmogljivostjo pretovarjanja, visoko zmogljivim žerjavom za žito, skladiščem za hlajenje/zamrzovanje in popolnoma novim tankerjem za raztovarjanje nafte. Železnica služi kot kanal med Zahodom, Rusijo in drugimi točkami na vzhod.
Na Estonijo danes vplivajo predvsem dogodki na Finskem, v Rusiji, Švedski in Nemčiji – štirih glavnih trgovinskih partnericah. Vlada od leta 2016 znatno povečuje izdatke za inovacije, pri čemer je 304 milijone evrov namenjenih spodbujanju raziskav in razvoja v letu 2017.

### Prihodnje projekcije
Dolgoročne možnosti za estonsko gospodarstvo ostajajo med najbolj obetavnimi v Evropi. Leta 2011 je bila realna rast BDP v Estoniji 8,0 %, po projekcijah CEPII pa bi se BDP na prebivalca lahko do leta 2025 dvignil na raven nordijskih gospodarstev Švedske, Finske, Danske in Norveške. Po istih projekcijah bi lahko do leta 2050 Estonija za Luksemburgom postala najbolj produktivna država v EU in se tako pridružila peterici najbolj produktivnih držav na svetu. Estonsko okoljsko ministrstvo se je zavezalo, da bo do konca leta 2021 razvilo strateški dokument in akcijski načrt krožnega gospodarstva, ki se osredotoča na razvoj kazalnikov krožnega gospodarstva do leta 2019 in kartiranje trenutnega stanja estonskega krožnega gospodarstva, pripravo strateškega dokumenta in akcijskega načrta za krožno gospodarstvo v Estoniji in sodelovanje zainteresiranih strani v celotnem procesu od 2020 do 2021.
Margit Rüütelmann, izvršna direktorica estonskega združenja industrije krožnega gospodarstva, je marca 2020 pojasnila, da je novi akcijski načrt za krožno gospodarstvo, ki mu je sledila Evropska komisija, še naprej v celoti odvisen od fosilnih goriv in neobnovljivih rastlinskih surovin v okviru modela bistvenih izboljšav. Dodala je še, da lahko EU vlaga celo znotraj finančnega sistema. Ta metoda za spodbujanje zaokroženega finančnega sistema in porabo denarja za sodobne trende in tehnologije zmanjšuje ogljični odtis blaga med njihovim koristnim življenjskim slogom in močno podaljšuje trajanje uporabe že uporabljenih substanc v obtoku.

## Zaposlenost
Estonija ima okoli 600.000 zaposlenih, vendar državi primanjkuje kvalificirane delovne sile. Kot odgovor je vlada navkljub kritikam o neustreznosti povečala kvoto delovnih vizumov za nedržavljane evropskega ekonomskega območja.
Zaradi svetovne recesije v poznih 2000-ih, skoraj sočasnega lokalnega premoženja s spremembami estonske zakonodaje za povečanje prožnosti trga dela (ki podjetjem olajša odpuščanje delavcev), je stopnja brezposelnosti v Estoniji v celotnem obdobju krize dosegla 18,8 %, nato pa se do poletja 2011 stabilizira na 13,8 %, ko si je gospodarstvo opomoglo na podlagi močnega izvoza. Notranja potrošnja in uvoz sta se močno zmanjšala; zmanjšale so se tudi javne finance. Del zmanjšanja brezposelnosti je bilo pripisano temu, da so se nekateri Estonci zaradi zaposlitve izselili na Finsko, v Združeno kraljestvo, Avstralijo in drugod.
Po recesiji se je stopnja brezposelnosti znižala, v letih 2015 in 2016 pa je ostala blizu predkrizni ravni in je ostala na dobrih 6 %.

## Sektorji
Talin je postal finančno središče države. Po mnenju Invest in Estonia so prednosti estonskega finančnega sektorja nebirokratsko sodelovanje med podjetji in oblastmi ter relativna številčnost izobraženih ljudi, čeprav se mladi izobraženi Estonci nagibajo k izseljevanju v zahodno Evropo zaradi večjih dohodkov. Največje banke so Swedbank, SEB Pank in Nordea.
Estonski storitveni sektor zaposluje več kot 60 % delovne sile. Estonija ima močan sektor informacijske tehnologije (IT), deloma zaradi projekta Tiigrihüpe, ki se je začel sredi devetdesetih let, in je bila omenjena kot najbolj »ožičena« in napredna država v Evropi na področju e-uprave.
Kmetovanje, ki je bilo desetletja prisilno kolektivizirano vse do tranzicijskega obdobja 1990–1992, je postalo privatizirano in učinkovitejše, celoten delež kmetijskih površin pa se je v obdobju po obnovitvi neodvisnosti Estonije povečal. Delež kmetijstva v bruto domačem proizvodu se je v obdobju 1991–2000 zmanjšal s 15 % na 3,3 %, zaposlenost v kmetijstvu pa s 15 % na 5,2 %.
Rudarska industrija predstavlja 1 % BDP. Izkopani proizvodi vključujejo oljni skrilavec, šoto in industrijske minerale, kot so glina, apnenec, pesek in gramoz. Sovjeti so v zgodnjih petdesetih letih prejšnjega stoletja ustvarili močno onesnaževalno industrijo, skoncentrirano na severovzhodu države. Socialistično gospodarstvo in vojaška območja so državo močno onesnažila, predvsem zaradi industrije oljnega skrilavca, v okrožju Ida-Virumaa pa so izpusti žveplovega dioksida na prebivalca skoraj tako visoki kot na Češkem. Obalna morska voda je na določenih lokacijah, predvsem na vzhodu, onesnažena. Vlada išče načine za nadaljnje zmanjšanje onesnaževanja. Leta 2000 so bile emisije za 80 % manjše kot leta 1980, količina neprečiščene odpadne vode, ki se je odvajala v vodna telesa pa za 95 % manjša kot leta 1980.
Estonska produktivnost doživlja hitro rast, posledično hitro rastejo tudi plače, pri čemer se je zasebna potrošnja leta 2005 povečala za približno 8 %. Po podatkih Estonskega inštituta za ekonomske raziskave so k rasti BDP v letu 2005 največ prispevali predelovalna industrija, finančno posredništvo, trgovina, promet in komunikacije.

### Kmetijstvo
Estonija je v letu 2018 proizvedla:
- 450 tisoč ton pšenice;
- 347 tisoč ton ječmena;
- 113 tisoč ton ogrščice;
- 88 tisoč ton krompirja;
- 78 tisoč ton ovsa;
- 53 tisoč ton graha;
- 29 tisoč ton rži;

Poleg zgornjih proizvodov je v manjših količinah proizvedla tudi druge agrikulture.
| Podjetje                 | Prihodek (milijonov EUR) |
| ------------------------ | ------------------------ |
| Tallink Grupp            | 967,0                    |
| Ericsson Eesti           | 815,4                    |
| Eesti Energia            | 754,0                    |
| Tallinna Kaubamaja Group | 651,3                    |
| Maxima Eesti             | 464,4                    |
| Manoir Energy            | 423,1                    |
| BLRT Grupp               | 399,9                    |
| Rimi Eesti Food          | 377,6                    |
| Orlen Eesti              | 370,8                    |
| Swedbank                 | 367,1                    |

| Podjetje                       | Dobiček (milijonov EUR) |
| ------------------------------ | ----------------------- |
| Swedbank                       | 190,6                   |
| Eesti Energia                  | 101,0                   |
| SEB Pank                       | 85,3                    |
| Tallink Grupp                  | 53,6                    |
| Stora Enso Eesti               | 43,5                    |
| State Forest Management Centre | 43,2                    |
| Telia Eesti                    | 33,3                    |
| Olympic Entertainment Group    | 30,0                    |
| Tallinna Kaubamaja Group       | 29,8                    |
| Harju Elekter                  | 29,1                    |

## Infrastruktura
V tovornem sektorju prevladuje železniški promet, ki obsega 70 % vsega prepeljanega blaga, tako domačega kot mednarodnega. V potniškem sektorju prevladuje cestni promet, ki predstavlja več kot 90 % vseh prepeljanih potnikov. 5 glavnih tovornih pristanišč ponuja enostaven navigacijski dostop, globoke vode in dobre ledene razmere. V Estoniji je 12 letališč in 1 helioport. Letališče Lennart Meri Tallinn je največje letališče v Estoniji z 1,73 milijona potnikov in 22.764 tonami tovora (letna rast tovora 119,7 %) v letu 2007. Mednarodne letalske družbe, kot so SAS, Finnair, Lufthansa, EasyJet in Nordic Aviation Group, zagotavljajo neposredne lete na 27 destinacij.
Približno 7,5 % delovne sile v državi je zaposlenih v prometu in sektor prispeva več kot 10 % BDP. Estonija pridobiva veliko posla zaradi prometa med Evropsko unijo in Rusijo, zlasti s tovorom nafte skozi estonska pristanišča. Delež tranzitne trgovine v BDP je sporen, vendar se mnogi strinjajo, da povečevanje sovražnosti Rusije zmanjšuje delež.
Namesto premoga se električna energija proizvaja s sežiganjem oljnega skrilavca, največje tovrstne elektrarne so v Narvi. Oljni skrilavec zagotavlja približno 70 % primarne energije v državi. Drugi viri energije so zemeljski plin, uvožen iz Rusije, les, pogonska goriva in kurilna olja.
Vetrna moč v Estoniji znaša 58,1 megavatov, medtem ko se trenutno razvijajo projekti v vrednosti približno 399 megavatov. Estonska energetska liberalizacija močno zaostaja za nordijskim energetskim trgom. Med pristopnimi pogajanji z EU se je Estonija strinjala, da bo vsaj 35 % trga odprtih pred letom 2009, ves negospodinjski trg, ki skupaj predstavlja okoli 77 % porabe, pa pred letom 2013. Estonija je zaskrbljena, da bi Rusija lahko energetske trge uporabila za ustrahovanje. Leta 2009 je vlada razmišljala o podelitvi dovoljenj podjetjem za jedrsko energijo, načrtovali pa so se tudi skupni jedrski objekt z Latvijo in Litvo. Ti načrti so bili opuščeni marca 2011 po jedrski nesreči Fukušima-Daiči.
Estonija ima visoko penetracijo interneta, internetna povezava je na voljo po večini države.

## Trgovina
| Država     | Izvozi | Uvozi |
| ---------- | ------ | ----- |
| Finska     | 16 %   | 14 %  |
| Švedska    | 19 %   | 8 %   |
| Latvija    | 10 %   | 9 %   |
| Rusija     | 8 %    | 8 %   |
| Litva      | 6 %    | 9 %   |
| Nemčija    | 5 %    | 11 %  |
| Nizozemska | 4 %    | 8 %   |

Estonija izvaža stroje in opremo (33 % vsega izvoza letno), les in papir (15 % vsega izvoza letno), tekstil (14 % vsega izvoza letno), živilske izdelke (8 % vsega izvoza letno), pohištvo (7 %). % vsega izvoza letno) ter kovine in kemične izdelke. Estonija letno izvozi tudi 1,562 milijona megavatnih ur električne energije. Estonija letno uvozi 200 tisoč megavatnih ur električne energije.

## Naravni viri
| Surovina                     | Lokacija       | Rezerve                                      |
| ---------------------------- | -------------- | -------------------------------------------- |
| Oljni skrilavec              | severovzhod    | 1.137.700.000 milijonov t                    |
| Morsko blato (medicinsko)    | južno          | 1.356.400.000 milijonov t                    |
| Gradbeni pesek               | po vsej državi | 166.700.000 milijonov m³                     |
| Gradbeni gramoz              | sever          | 32.800.000 milijonov m³                      |
| jezersko blato (medicinsko)  | po vsej državi | 1.133.300 milijonov t                        |
| jezersko blato (gnojilo)     | vzhodu         | 170.900 t                                    |
| Keramična glina              | po vsej državi | 10.600.000 milijonov m³                      |
| Ceramsidna glina (za gramoz) | po vsej državi | 2.600.000 milijonov m³                       |
| Tehnološki dolomit           | zahodu         | 16.600.000 milijonov m³                      |
| Tehnološki apnenec           | sever          | 13.800.000 milijonov m³                      |
| Dekoracija dolomit           | zahodu         | 2.900.000 milijonov m³                       |
| Gradbeni dolomit             | zahodu         | 32.900.000 milijonov m³                      |
| Modra glina                  | po vsej državi | 2.044.000 milijonov t                        |
| Granit                       | po vsej državi | 1.245.100.000 milijonov m³                   |
| Šota                         | po vsej državi | 230.300.000 milijonov t                      |
| Gradbeni apnenec             | sever          | 110.300.000 milijonov m³                     |
| Apnenčasti cement            | sever          | 9.400.000 milijonov m³                       |
| Glineni cement               | sever          | 15.600.000 milijonov m³                      |
| graptolični argilit          | sever          | 64.000.000.000 milijonov t                   |
| Les                          | po vsej državi | 15.600.000 milijonov m³                      |
| Tehnološki pesek             | sever          | 3.300.000 milijonov m³                       |
| Jezero apna                  | sever in jug   | 808.000 t                                    |
| Fosforit                     | sever          | več kot 350.000.000 milijonov ton (ocenjeno) |
| Podzemlje                    | po vsej državi | 21,1 km³                                     |

## Ekonomski kazalniki
V spodnji tabeli so prikazani glavni gospodarski kazalniki v obdobju 1993–2018.
| Leto | BDP (v mrd. US$ PPP) | BDP na prebivalca (v US$ PPP) | Rast BDP (realna) | Stopnja inflacije | Nezaposlenost     | Državni dolg (v % BDP) |
| ---- | -------------------- | ----------------------------- | ----------------- | ----------------- | ----------------- | ---------------------- |
| 1993 | 11,09                | 7.338                         | n/a               | Negative increase | 6,5%              | n/a                    |
| 1994 | Rast                 | Rast                          | Rast              | Negative increase | Positive decrease | n/a                    |
| 1995 | 11,62                | 8.022                         | 2,2%              | 29,0%             | 9,6%              | 9%                     |
| 1996 | Rast                 | Rast                          | Rast              | Negative increase | Positive decrease | Positive decrease      |
| 1997 | Rast                 | Rast                          | Rast              | Negative increase | Positive decrease | Positive decrease      |
| 1998 | Rast                 | Rast                          | Rast              | Negative increase | Positive decrease | Positive decrease      |
| 1999 | Rast                 | Rast                          | Rast              | Negative increase | Negative increase | Negative increase      |
| 2000 | 16,97                | 12.113                        | 10,6%             | 3,9%              | 14,6%             | 5%                     |
| 2001 | Rast                 | Rast                          | Rast              | Negative increase | Negative increase | Negative increase      |
| 2002 | Rast                 | Rast                          | Rast              | Rast              | Negative increase | Negative increase      |
| 2003 | Rast                 | Rast                          | Rast              | Rast              | Positive decrease | Negative increase      |
| 2004 | Rast                 | Rast                          | Rast              | Negative increase | Positive decrease | Negative increase      |
| 2005 | 26,86                | 19.765                        | 9,4%              | 4,1%              | 8,0%              | 5%                     |
| 2006 | 30,53                | 22.600                        | 10,3%             | 4,4%              | 5,9%              | 4%                     |
| 2007 | 33,77                | 25.144                        | 7,7%              | 6,7%              | 4,6%              | 4%                     |
| 2008 | 32,56                | 24.328                        | −5,4%             | 10,6%             | 5,5%              | 4%                     |
| 2009 | 27,98                | 20.946                        | −14,7%            | 0,2%              | 13,5%             | 7%                     |
| 2010 | 28,96                | 21.721                        | 2,3%              | 2,7%              | 16,7%             | 7%                     |
| 2011 | 31,80                | 23.919                        | 7,6%              | 5,1%              | 13,2%             | 6%                     |
| 2012 | 33,79                | 25.494                        | 4,3%              | 4,2%              | 10,0%             | 10%                    |
| 2013 | 35,00                | 26.508                        | 1,9%              | 3,2%              | 8,6%              | 10%                    |
| 2014 | 36,65                | 27,856.                       | 2,9%              | 0,5%              | 7,4%              | 11%                    |
| 2015 | 37,67                | 28,685.                       | 1,7%              | 0,1%              | 6,2%              | 10%                    |
| 2016 | 38,94                | 29,684.                       | 2,1%              | 0,9%              | 6,8%              | 9%                     |
| 2017 | 41,56                | 31.750                        | 4,9%              | 3,7%              | 5,8%              | 9%                     |
| 2018 | Rast                 | Rast                          | Rast              | Rast              | Positive decrease | Positive decrease      |